# Isole Tanga
Le isole Tanga  sono un gruppo di isole d'origine vulcanica di Papua Nuova Guinea.

## Geografia
Le isole Tanga sono un piccolo gruppo di isole situate a circa 55 km ad est dalle coste centro-orientali della Nuova Irlanda.
Tutte le isole sono le parti emergenti dei resti di uno stratovulcano collassato. Attualmente il gruppo è formato dall'isola di Boang, d'origine corallina, dalle isole di Malendok, Lif e Tefa, le quali rappresentano i bordi della caldera e dai due isolotti di Bitlik e Bitbok, giacimenti di lava formatisi in prossimità del centro della caldera stessa durante il Pleistocene. L'unica attività conosciuta è una sorgente termale sull'isola di Malendok.